# Afternoon Delight
"Afternoon Delight" is een in 1975 door Bill Danoff geschreven popsong, uitgevoerd door de Starland Vocal Band en uitgebracht in 1976. De titel was, behalve een seksueel getinte toespeling, eveneens een verwijzing naar een toenmalig gerecht op de menukaart van een restaurant in Georgetown (nabij Washington DC). Het nummer is de enige hit van de groep (in Nederland) gebleven, zodat het daarmee een eendagsvlieg is.

## NPO Radio 2 Top 2000
| Nummer met noteringen in de NPO Radio 2 Top 2000 | '99 | '00  | '01  | '02  | '03  | '04  | '05  |
| ------------------------------------------------ | --- | ---- | ---- | ---- | ---- | ---- | ---- |
| Afternoon Delight                                | 990 | 1360 | 1770 | 1411 | 1854 | 1947 | 1581 |

1. ↑  Een vetgedrukt getal geeft de hoogste notering aan.
2. ↑  Deze tabel is bijgewerkt tot en met de laatste editie (2024).